# Wolfgang von Kempelen

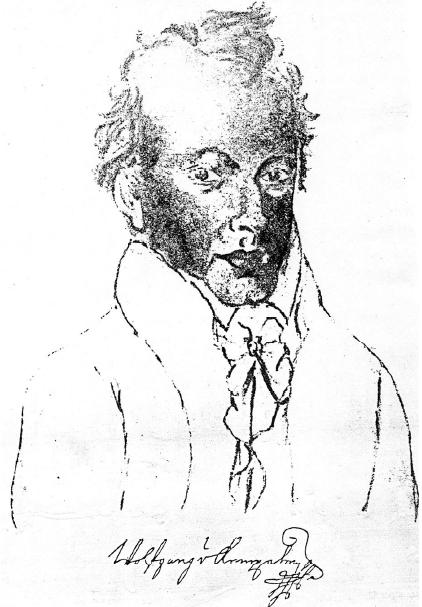
Selbstporträt Kempelens (Kohlezeichnung mit Signatur)

Wolfgang von Kempelen (ungarisch Kempelen Farkas, slowakisch Ján Vlk Kempelen; * 23. Januar 1734 in Pressburg; † 26. März 1804 in der Alservorstadt, heute Wien) war ein ungarischer Mechaniker, Erfinder, Architekt und Staatsbeamter im Königreich Ungarn bzw. im Erzherzogtum Österreich. Er baute unter anderem 1791 den ersten funktionstüchtigen Sprechapparat.

## Leben
Wolfgang von Kempelen stammte aus einer angesehenen deutschsprachigen Familie vermutlich irischer Herkunft. Er war der jüngste Sohn des 1722 nobilitierten Hofkammerrats Engelbert (von) Kemp(e)len und Bruder des Generalmajors Johann Nepomuk von Kempelen, mit dem er in biografischer Hinsicht häufig verwechselt bzw. mit ihm gleichgesetzt wird (vgl. beispielsweise den Eintrag in ADB.) So stehen beispielsweise der Namenszusatz de/von Pázmánd und der Rang eines Ritters des St. Stephan-Ordens ausschließlich Johann Nepomuk und nicht Wolfgang von Kempelen zu. Auch die Bezeichnung als Baron entspringt einem Irrtum, Engelbert K. war lediglich in den Briefadel erhoben worden.
Kempelen besuchte das Gymnasium in Pressburg (heute: Bratislava). Anschließend soll er in Wien Philosophie und Rechtswissenschaften studiert haben, doch ist eine Immatrikulation dort nicht nachweisbar. Wahrscheinlich ist jedoch ein Besuch der Akademie in Raab (Győr), in der die Studenten gezielt auf eine Beamtenlaufbahn vorbereitet wurden. Kempelen beherrschte die Sprachen Deutsch, Ungarisch, Französisch, Italienisch und Latein, später lernte er wohl zusätzlich für seine Reisen mit dem Schachtürken in den 1780er Jahren noch Englisch. Die Frage seiner Nationalitätszugehörigkeit ist aus heutiger Sicht strittig: Kempelen wird von postumen Autoren sowohl für die österreichische wie die ungarische oder slowakische Nationalität reklamiert und bisweilen sogar als Deutscher bezeichnet. Über seine eigene Sichtweise hierzu ist nichts bekannt.
Nach ausgedehnten Reisen in Italien wurde er Mitglied einer Kommission, die den Codex Theresianus, den lateinischen Entwurf eines bürgerlichen Gesetzbuches unter Maria Theresia, ins Deutsche (nach anderen Angaben ins Ungarische) übertrug. Durch diese Arbeit empfahl er sich der Kaiserin, die ihn zum Concipisten der ungarischen Hofkammer und einige Jahre später zum Hofkammerrat beförderte. 1765 wurde er Beauftragter für das Salzwesen und Siedlungswesen im Banat, 1766 Beauftragter für die Sicherheit der Salzminen in Ungarn und 1767 Beauftragter für die Wiederbesiedlung des Banat.

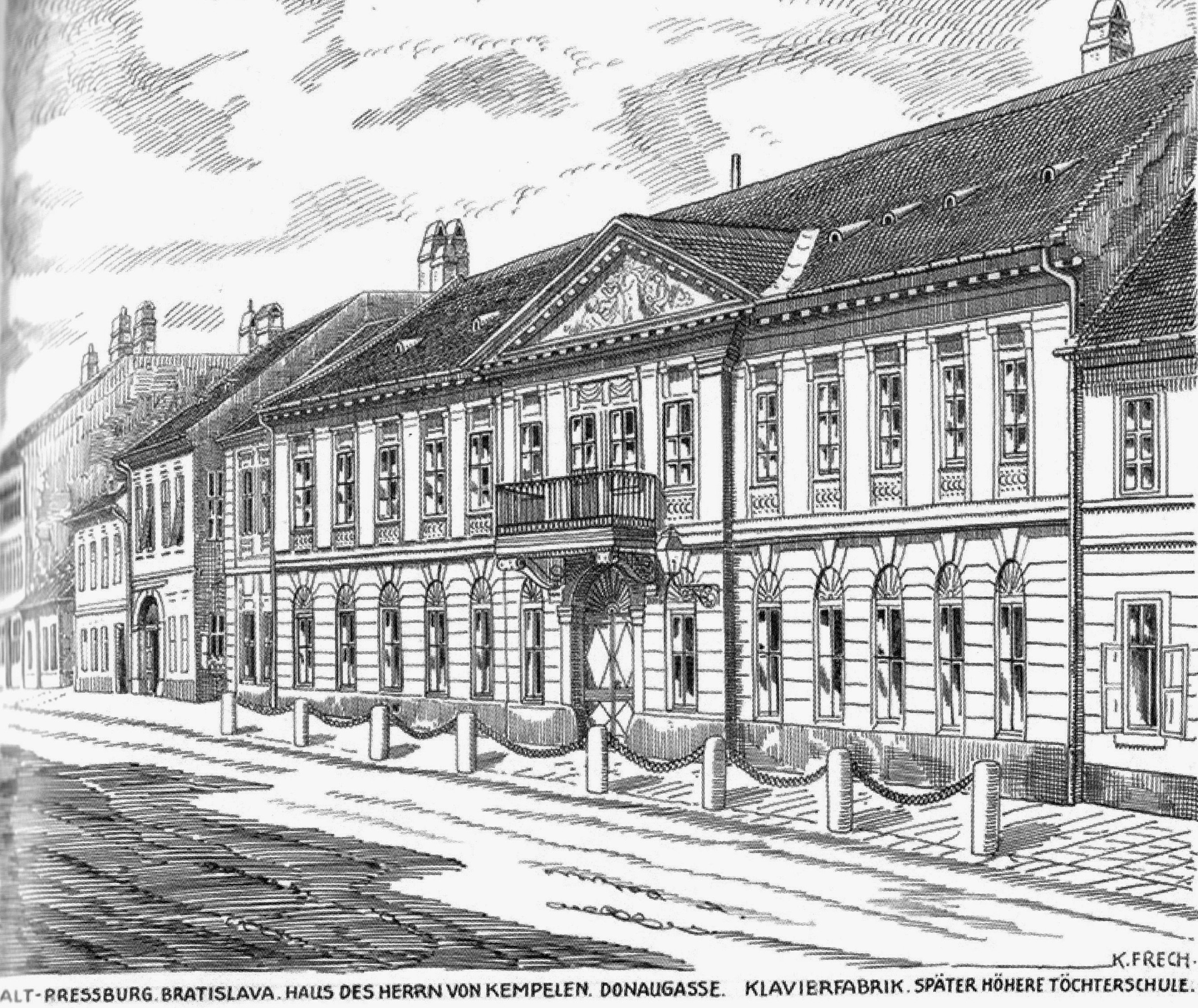
Ehemaliges Haus des Wolfgang von Kempelen in der Preßburger Donaugasse nach einer Zeichnung von Karl Frech (wurde abgerissen).

In letzterer Funktion hatte er wesentlichen Anteil daran, die Besiedlung und Infrastruktur des durch Kriegszerstörungen und Naturkatastrophen verwüsteten Banat zu organisieren. Er war verantwortlich für die Ansiedlung von rund 37.000 Familien, beteiligte sich am Entwurf geeigneter Wohngebäude für die Siedler, führte den Anbau von Flachs ein und errichtete eine Seidenfabrik. In der Umgebung von Temeschburg im Banat ließ er Sümpfe trockenlegen, Straßen wiederherstellen und Schulen bauen, außerdem führte er eine Schulpflicht ein. In Anerkennung dieser Tätigkeit stattete die Kaiserin ihn 1771 mit einer jährlichen Leibrente von 1000 Gulden aus, die später durch ihren Sohn Joseph II. im Rahmen der allgemeinen Aufhebung von Vergünstigungen der Beamten wieder eingezogen wurde.
1776 überzeugte er den Hof von der Notwendigkeit, die Universität Tyrnau aus ihrem nicht mehr ausreichenden Gebäude in geeignetere Räumlichkeiten der Universität von Buda im Schloss von Buda umzusiedeln. Er wurde persönlich mit der Leitung des Umzugs beauftragt und betreute dabei besonders die Überführung der Universitätsbibliothek.
1786 wurde er zum Hofrat bei der vereinigten siebenbürgisch-ungarischen Hofkanzlei ernannt. 1798 ging er unter Beibehaltung seiner vollen Bezüge von 5000 Gulden in den Ruhestand. Der immer wieder kolportierte Verlust dieser Bezüge ist nicht zutreffend, ebenso wie die Behauptung, Kempelen sei bei seinem Tod verarmt und vergessen gewesen.
Kempelen war zweimal verheiratet, aus seiner zweiten, 1762 geschlossenen Ehe gingen fünf Kinder hervor, von denen nur zwei das Erwachsenenalter erreichten.

## Schaffen

### Schachtürke

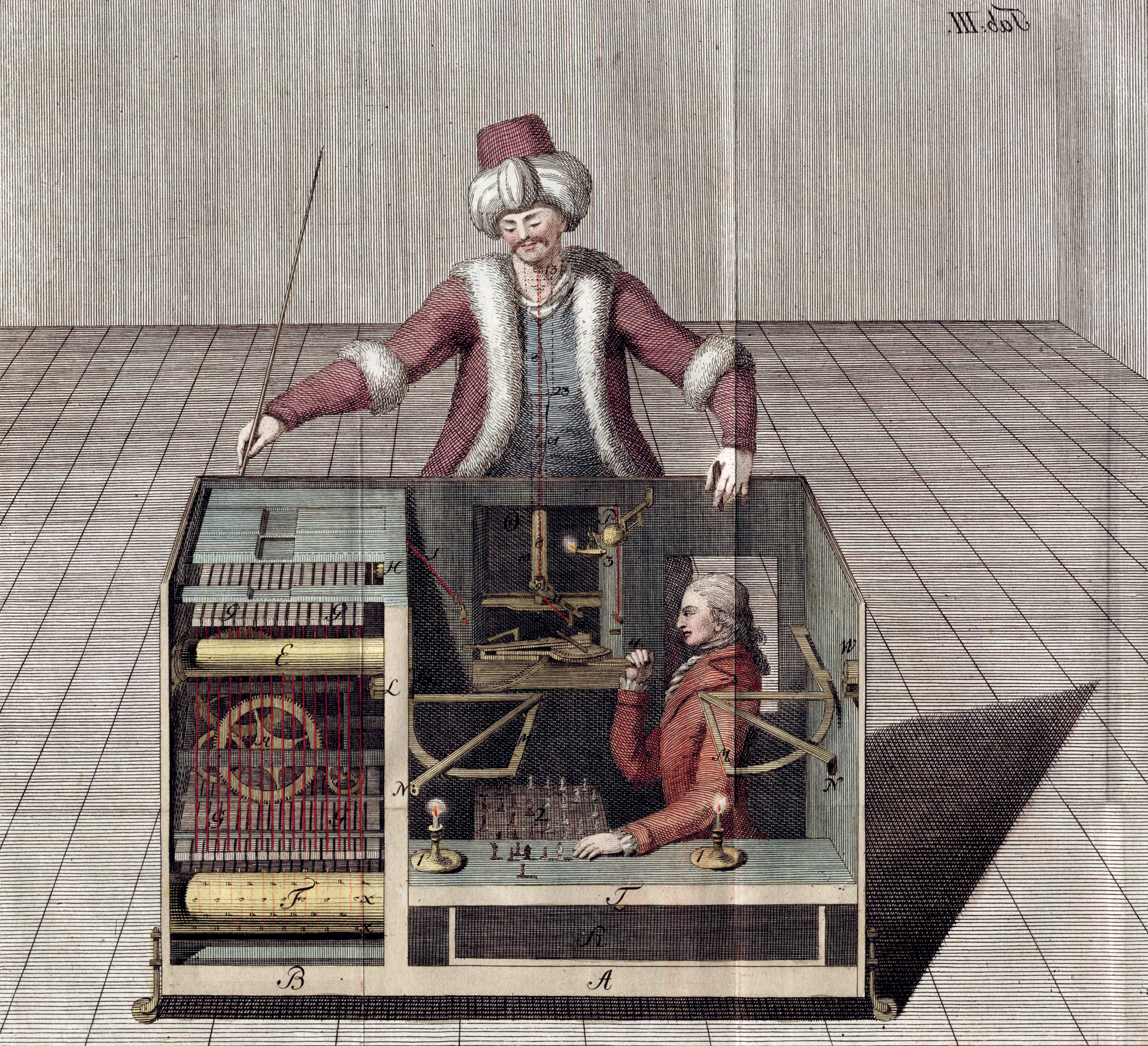
Schachtürke

Europaweite Bekanntheit erlangte Kempelen durch die Konstruktion seines sogenannten Schachtürken (siehe auch Schachcomputer), eines scheinbaren Schachautomaten, bei dem jedoch tatsächlich ein in dem Gerät verborgener menschlicher Schachspieler mit Hilfe einer kunstreichen Mechanik die Schachzüge einer türkisch gekleideten Puppe steuerte.
1769 hatte Kempelen auf Einladung Maria Theresias einer Vorführung magnetischer Experimente beigewohnt, mit der der Franzose Jean Pelletier am Wiener Hof auftrat. Kempelen äußerte sich der Legende nach abfällig über diese Vorführung und kündigte an, binnen eines halben Jahres eine wesentlich bessere Maschine konstruieren zu können. Zu einem nicht genau bezeugten späteren Zeitpunkt führte er dann tatsächlich seinen Mechanischen Schachspieler der Kaiserin in Wien vor.
Der Schachtürke erregte in kurzer Zeit europaweites Aufsehen, das sich in einer lebhaften Berichterstattung niederschlug. Kempelen führte ihn daraufhin 1783/84 während einer zweijährigen Reise in deutschen und europäischen Städten vor. Nach seinem Tod 1804 wurde er zusammen mit anderen Gegenständen aus Kempelens Nachlass von Johann Nepomuk Mälzel erworben und 1824, also rund zwanzig Jahre nach dem Tod seines Erfinders, noch einmal weltweit vorgeführt. Durch Mälzel kam der Automat später in die USA, wo er 1854 bei einem Feuer im Peale’s Museum in Philadelphia verbrannte.
Nach einer der verschiedenen Etymologien für den Ausdruck „getürkt“ (gefälscht, vorgetäuscht) soll dieser sich von Kempelens Schachtürken herleiten. Hierbei ist jedoch zu beachten, dass die Identifizierung des Schachtürken mit einem Androiden von Kempelen selbst nie vorgenommen wurde, sondern der sensationshungrigen Berichterstattung entsprang (ebenso wie späterhin die Empörung über den vorgeblichen Betrug).

### Sprechmaschine

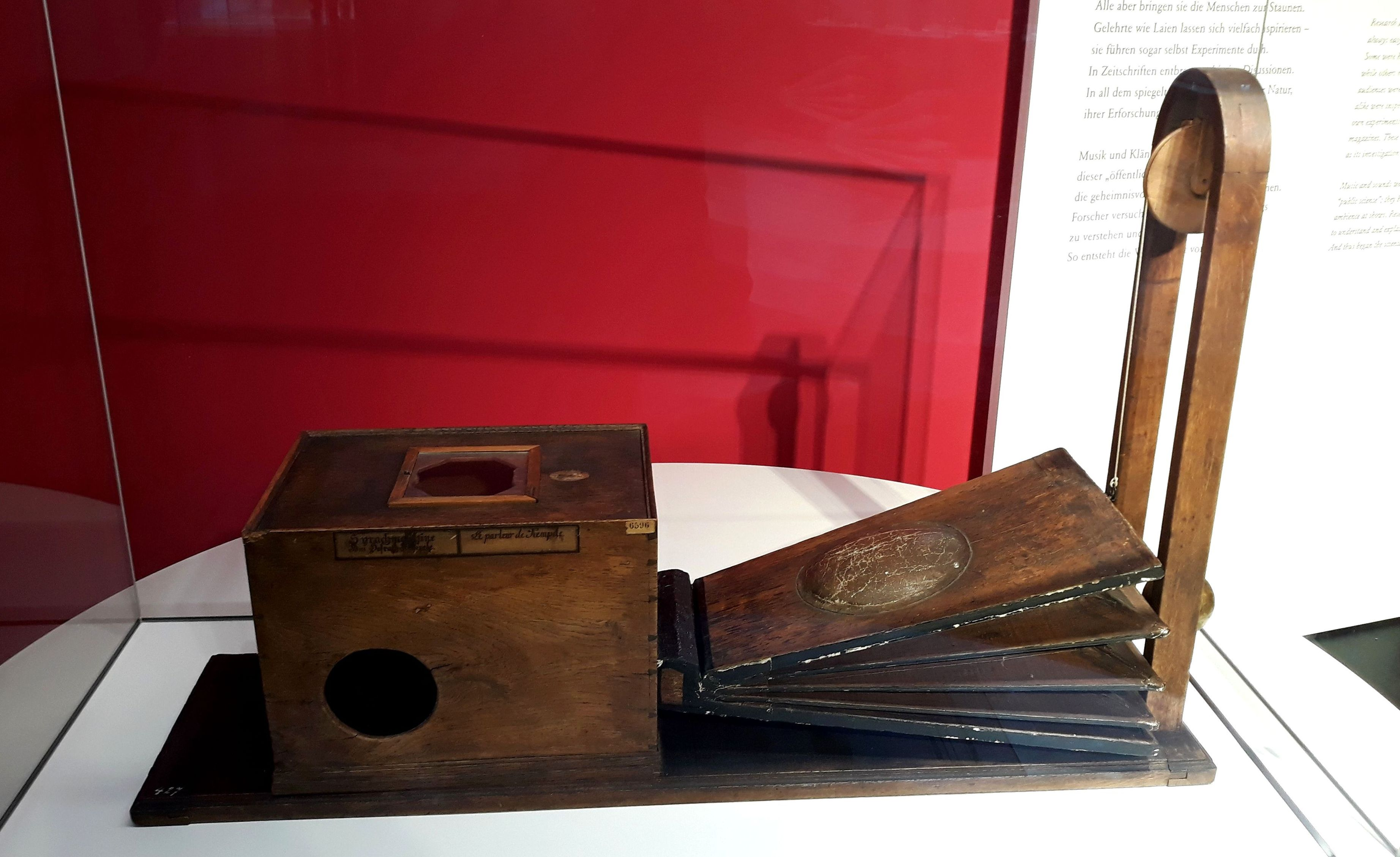
Älteste Kempelen’sche Sprechmaschine, um 1800. Deutsches Museum, München

Während der Schachtürke eine vorwiegend zu Unterhaltungszwecken gedachte Erfindung war, ist Kempelens 1791 gebaute Sprechmaschine zur Hervorbringung menschlicher Sprachlaute eine auch wissenschaftsgeschichtlich bedeutende Leistung. Nicht zuletzt handelt es sich bei diesem, die wesentlichen Teile des menschlichen Vokalsystems imitierenden Sprechapparat um die erste grundsätzlich funktionstüchtige Konstruktion zur Sprachsynthese überhaupt.
Spätestens ab 1769 stellte Kempelen erste Untersuchungen mit verschiedenen Musikinstrumenten an, um die menschliche Stimme bzw. ihre Produktion durch artifizielle Artikulationsprozesse möglichst naturgetreu nachzubilden. Als hierfür besonders prädestiniert erschienen ihm Doppelrohrblattinstrumente, aufgrund einer gewissen Analogie des Doppelrohrblatts zu den menschlichen Stimmlippen. In der Folgezeit ergänzte er seine mechanischen Beobachtungen durch eine gründliche autodidaktische Analyse menschlicher Sprache und Artikulationsvorgänge. Die Ergebnisse seiner Forschungen, bei denen er unter anderem auf Vorarbeiten von Albrecht von Haller, Denis Dordat und Christian Gottlieb Kratzenstein zurückgreifen konnte, publizierte er 1791 in seiner Schrift Wolfgangs von Kempelen k. k. wirklichen Hofraths Mechanismus der menschlichen Sprache nebst der Beschreibung seiner sprechenden Maschine.
Während Kratzenstein 1773 fünf mit speziellen Resonatoren versehene durchschlagende Zungenpfeifen vorstellte, mit denen jeweils nur ein bestimmter Monophthong (nämlich A, E, i, O, U) hervorgebracht werden konnte, erlangte Kempelen die Einsicht, dass natürlich klingende Sprache mit solchen Mitteln nicht hervorgebracht werden kann, weil die Artikulation eines jeden Sprachlauts fast immer von den ihn umgebenden Sprachlauten beeinflusst wird (Koartikulation). Findet dieses Phänomen bei einer Sprachsynthese keine Berücksichtigung, beeinträchtigt dies sowohl ihre Verständlichkeit wie auch die Authentizität der Synthese sehr stark. Daher konstruierte Kempelen seine Sprechmaschine weitgehend in Anlehnung an den menschlichen Sprechapparat. Die durch die manuelle Bedienung zwangsläufig hervorgerufene Trägheit und Variation in der Artikulation verstärkt diesen Effekt noch. Die wissenschaftliche Untersuchung der Koartikulation ist erst im 20. Jahrhundert wieder aufgegriffen worden.
Die Funktionsweise der Sprechmaschine (je nach Quelle auch: Sprachmaschine oder sprechende Maschine) basierte auf dem Konzept einer möglichst naturgetreuen Nachbildung der menschlichen Sprechorgane. Dabei wird die Lunge durch einen Blasebalg, die Funktion der Stimmbänder durch ein aufschlagendes Rohrblatt aus Elfenbein, die Nase durch einen Nasaltrakt mit zwei Nasenöffnungen und der Mund durch einen Gummitrichter simuliert. Dieser Gummitrichter ist jedoch vollkommen leer, weist also keine Repräsentationen für Zunge, Zähne, Lippen oder weichen Gaumen auf. Durch Veränderung der Abdeckung des Gummitrichters mit der Hand lassen sich sowohl einige unterschiedliche Vokale als auch gewisse Konsonanten erzeugen. Die Nasenrohre werden stets mit den Fingern verschlossen, außer wenn Nasale oder Nasalvokale hervorgebracht werden sollen.

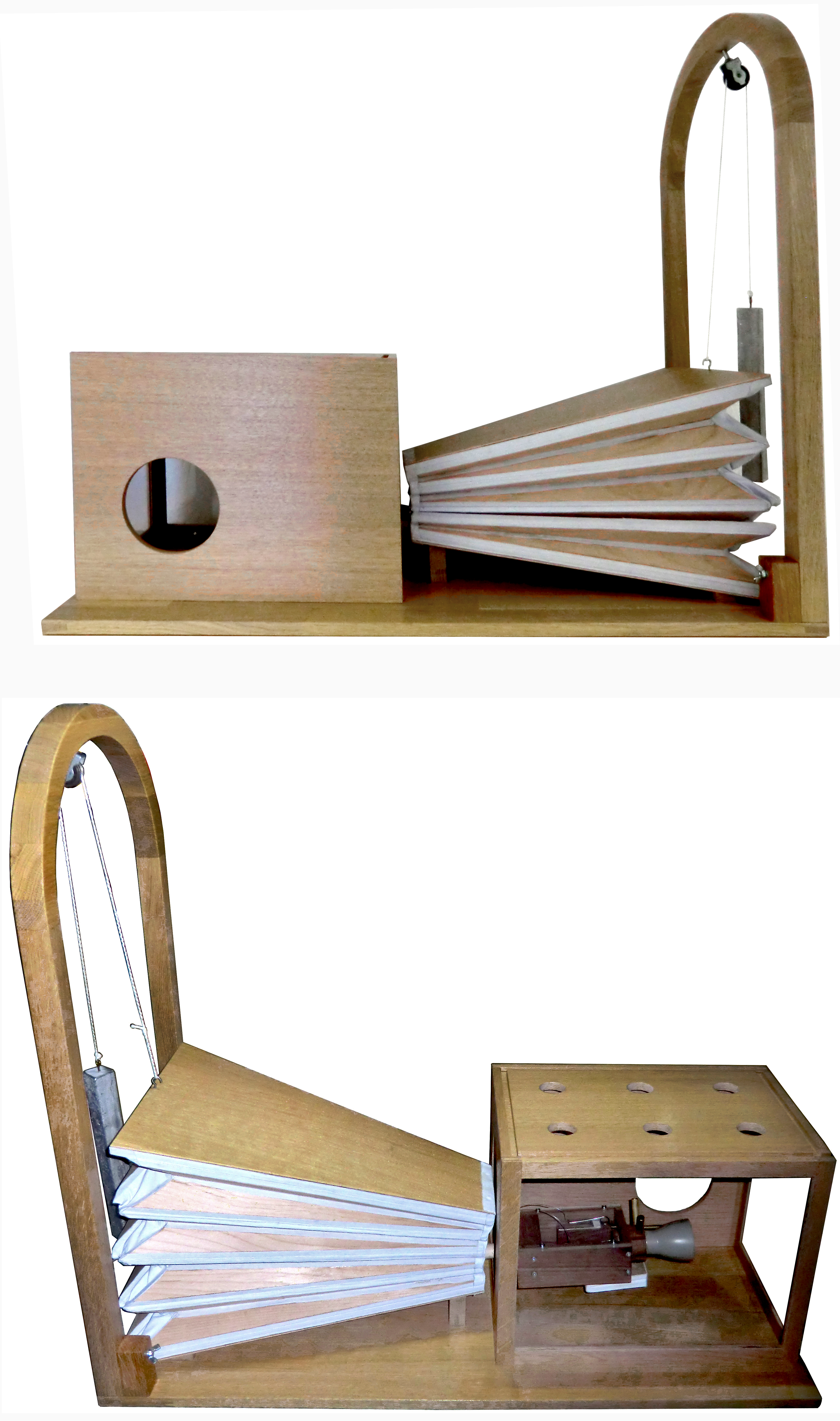
Replik der Sprechmaschine am Leibniz-Institut für Deutsche Sprache, Mannheim

Die objektiv eher mäßige Artikulationsqualität und -genauigkeit seiner Synthese, die nicht zuletzt aus dem Fehlen nahezu sämtlicher Artikulationsstellen und Artikulatoren (s. o.) und dem damit zusammenhängenden Mangel an Modulationsfähigkeit der Formanten resultierte, wusste Kempelen dadurch zu kaschieren, dass er ihr die Stimme eines kleinen Kindes gab, das ja seinerseits auch noch Schwierigkeiten mit den exakten Artikulationsabläufen hat.
Faktisch in überzeugender Qualität darstellbar sind lediglich die Vokale [⁠a⁠], [⁠ɛ⁠], [⁠ɔ⁠] und mit einigen Einschränkungen [⁠ʊ⁠] sowie die Konsonanten [⁠p⁠] bzw. [⁠b⁠], [⁠m⁠] und [⁠l⁠].
Das Original der Sprechmaschine, auf dem mutmaßlich die in seinem 1791 erschienenen Buch abgedruckte Beschreibung basiert, gilt als verschollen. Es ist allerdings ohnehin fraglich, ob es die Sprechmaschine, so wie sie im Mechanismus der menschlichen Sprache … beschrieben wird, jemals gegeben hat: Eine 1784 (also deutlich vor der Veröffentlichung des Mechanismus) in Leipzig unter Kempelens Mitarbeit angefertigte Beschreibung und Zeichnung der Sprechmaschine zeigt diese mit einem deutlich komplexeren Aufbau als im Buch beschrieben, der zugleich einige Funktionen ermöglicht, die mit der Buch-Version nicht darstellbar sind (bspw. die Veränderung der Tonhöhe während der Bedienung). Möglicherweise handelt es sich bei der Darstellung im Mechanismus also um eine idealisierte Fassung.
Eine um 1906 vom k.k. Wiener Konservatorium unter bislang nicht vollständig geklärten Umständen an das Deutsche Museum in München (DMM) gelangte Version der Sprechmaschine (teilweise als Kopie des Nachbaues von Charles Wheatstone bezeichnet) hat einen ebenfalls deutlich komplexeren technischen Aufbau, der in manchen Aspekten eher der Version von 1784 ähnelt als derjenigen aus dem Mechanismus. Viele konstruktive Details sind erheblich anders konzipiert als es durch Kempelen selbst beschrieben wurde (beispielsweise die Konstruktion der Zungenpfeife und der Frikativgeneratoren).
Woher und aus wessen Hand das Exemplar im Deutschen Museum ursprünglich stammt, ist bislang nicht völlig klar. Etliche Experten, darunter auch Prof. Bernd Pompino-Marschall (HU Berlin), vermuteten, dass die in München ausgestellten Teile nicht ursprünglich zusammengehörig sind, sondern aus einem relativ alten Torso mit neueren Ergänzungen bestehen. Diese These wurde von Fabian Brackhane, der das Exemplar 2008 detailliert untersuchen und vermessen konnte, zunächst unterstützt: Während die Windlade zusammen mit der Zungenpfeife sowie Mund und Nase recht alt zu sein scheint und (nicht zuletzt aufgrund der angewendeten Fertigungstechniken) durchaus zeitlich nahe an Kempelen heranreichen könnte, sind der äußere Resonanzkasten, die Fundamentplatte und der Blasebalg augenscheinlich neueren Datums. Auch an der Windlade und ihrer Technik wurden später deutlich sichtbare Änderungen und Ergänzungen vorgenommen.
Aktuelle Untersuchungen (2015f.) legen indessen einen anderen Befund nahe: Nach intensiven Quellenrecherchen und Untersuchungen mit modernen bildgebenden Verfahren durch das DMM erhärten sich die Indizien immer mehr, dass es sich beim dortigen Exemplar tatsächlich doch um eine Konstruktion aus Kempelens eigener Hand handelt. Auch die zunächst deutlich jünger erscheinenden Bauteile weisen Merkmale auf, die sie zum Originalbestand gehören lassen. Eine umfangreiche Publikation hierzu ist in Vorbereitung.
Die häufig zu lesende Behauptung, diese Münchener Version sei die Sprechmaschine Kempelens, ist jedoch grundsätzlich nicht plausibel: Es ist sehr zu bezweifeln, dass Kempelen stets nur mit einem Exemplar seiner Synthesemaschine arbeitete. Eher dürfte er, wie es seine Äußerungen im Mechanismus nahelegen, mit mehreren Versionen parallel experimentiert haben. Der Münchener Apparat ist seit vielen Jahren nicht mehr funktionsfähig.
Bereits unmittelbar nach dem Erscheinen von Kempelens Mechanismus wurden die ersten Nachbauten von dessen Sprechmaschine angefertigt; schon Goethe berichtet von einem solchen. Ein weiterer entstand in den 1830er Jahren durch den britischen Physiker Charles Wheatstone. In jüngerer Zeit entstand eine Reihe von Nachbauten der Sprechmaschine: So existieren neben einem künstlerisch freien Nachbau durch Jakob Scheid an der Universität für angewandte Kunst in Wien von 2004 u. a. drei jeweils streng an Kempelens Vorgaben orientierte Exemplare in Paris (Jean-Sylvain Liénard, Laboratoire d’Informatique pour la Mécanique et les Sciences de l’Ingénieur, 1968) sowie an den Universitäten von Budapest (Péter Nikléczy und Gábor Olaszy 2001) und Saarbrücken (Lehrstuhl für Phonetik und Phonologie; Fabian Brackhane und Dominik Bauer 2007-09). Weitere Nachbauten existieren in York (David Howard 1993), Utrecht (Marcel van den Broeke 1967) und Montluçon (Jean Jeltsch 2008), im Heinz Nixdorf MuseumsForum Paderborn und in der Historischen akustisch-phonetischen Sammlung (HAPS) der TU Dresden (beide Fabian Brackhane 2009) und im Leibniz-Institut für Deutsche Sprache Mannheim (Fabian Brackhane 2017).

### Hilfsmittel für den Blindenunterricht
Im Jahr 1778 wurde Kempelen Maria Theresia Paradis vorgestellt, die eine begabte Sängerin, Komponistin und Pianistin war, aber wegen ihrer Blindheit Analphabetin geblieben war. Auf Bitten der Kaiserin erfand Kempelen als Hilfsmittel einen dreidimensional tastbaren Letternsatz und brachte der Blinden damit das Lesen und Schreiben bei. 1779 baute er für sie eine Druckmaschine mit beweglichem Letternsatz und einen Setzkasten, wofür sie ihm am 16. August 1779 in einem mit dieser Maschine geschriebenen Brief überschwänglich dankte.

### Bauten und mechanische Arbeiten
Teils im Rahmen seiner Amtsführung, teils aus privater Neigung oder auf persönliche Bitten von Mitgliedern des Hofes, vollbrachte Kempelen zahlreiche Leistungen auf dem Gebiet der Architektur und Mechanik:
- 1770: Entwurf einer Pontonbrücke über die Donau bei Pressburg.
- 1772: Entwurf der selbstregulierenden Wasserpumpe für die Fontäne und die Kaskaden im Schlosspark Schönbrunn.
- 1774: Erfindung eines mobilen Bettes, in dem die Kaiserin während ihrer Genesung von einer Pockenerkrankung liegen, sitzen, schreiben und ihren Regierungsgeschäften nachgehen konnte.
- 1777 und 1780: Bau zweier Dampfmaschinen, deren erste nahe dem Wiener Stubentor aufgestellt wurde und später für den Bau des Franzkanals eingesetzt wurde.
- 1788 oder 1789: Erhalt eines kaiserlichen Patents für den Entwurf einer Dampfturbine zum Betrieb von Mühlwerken und anderen Maschinen.
- Beteiligung am Wiederaufbau des Schlosses von Buda und Planung des Schlosstheaters, das am 25. Oktober 1790 eingeweiht wurde.

### Künstlerische und literarische Arbeiten
Kempelen war ein begabter Zeichner und Radierer. Er schrieb Epigramme, Gedichte, Dramen und Singspiele, zu denen er selbst die Musik komponierte. Seine Komödie Das Zauberbuch wurde 1767 in Pressburg aufgeführt, das ihm zugeschriebene Singspiel Andromeda und Perseus erschien 1780 in Wien und wurde dort 1781 öffentlich aufgeführt. Seit 1789 war er Ehrenmitglied der Wiener Akademie der Künste.

## Nachleben
1935 wurde die Kempelengasse in Wien-Favoriten nach dem Erfinder benannt.
Anlässlich von Kempelens 200. Todestag gab es mehrere Versuche, seine berühmten Maschinen nachzubauen. Der Wiener Künstler Jakob Scheid schuf einen Nachbau der Sprechmaschine, der den Anweisungen Kempelens unter Einsatz von modernen Materialien folgt und tatsächlich sprachliche Laute von sich geben kann. Auch Teile des Schachtürken wurden von Scheid nachgebaut (beide in Felderer/Strouhal 2004). Ein vollständiger Nachbau des Schachtürken wurde vom Heinz-Nixdorf-Museumsforum in Paderborn vorgenommen.
Von Kempelens Sprechmaschine existieren mittlerweile auch mehrere Nachbauten, die sich im Gegensatz zu der Arbeit Scheids eng an die im Mechanismus beschriebene Konstruktion anlehnen (siehe oben unter 'Die Sprechmaschine').
In jüngster Zeit wurde Kempelens Bedeutung als innovativer Erfinder gewürdigt. Im Jahr 2007 reflektierten Ausstellungen in Budapest und Karlsruhe das Thema Wolfgang von Kempelen - Mensch - (in der) Maschine. So erscheint Kempelen aus moderner Sicht als „Prototyp des pragmatischen Genies im Zeitalter der Erfindung“.

## Werke
- Mechanismus der menschlichen Sprache. Wolfgangs von Kempelen k. k. wirklichen Hofraths Mechanismus der menschlichen Sprache, nebst der Beschreibung seiner sprechenden Maschine; Wien 1791. (Digitalisat und Volltext im Deutschen Textarchiv, Digitalisat bei Oregon Health & Science University Digital Collections)